# Fočamassakrerna

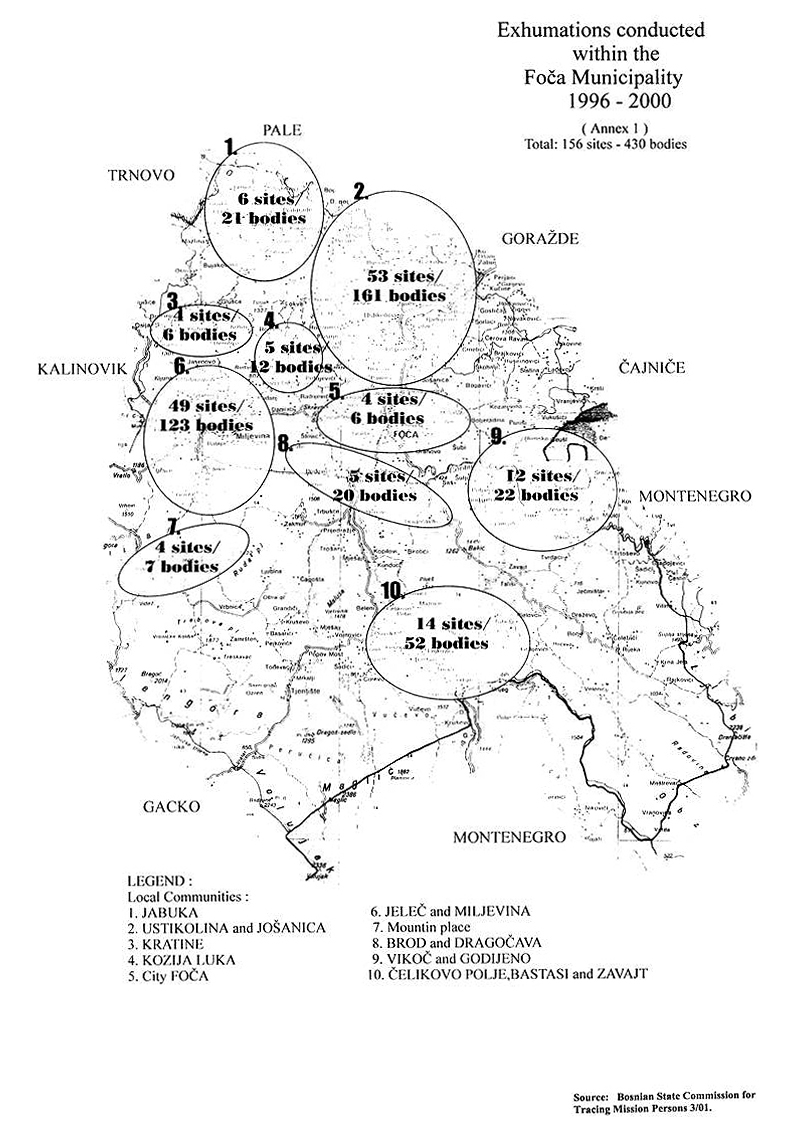
Kartbild över de utgrävningar som ägde rum i Fočaområdet under åren 1996-2000

Fočamassakrerna refererar till den serie av krigsförbrytelser och massakrer som utfördes av serbisk militär och polis mot bosniska civila i Fočaregionen i östra Bosnien och Hercegovina mellan våren 1992 och januari 1994 under Bosnienkriget.
I en rad domar har ICTY fastställt att brotten begångna i Foča konstituerar brott mot mänskligheten medan en tysk domstol i Bayern fastställde att krigsförbrytelserna i Foča under sommaren 1992 var "folkmordshandlingar". Enligt ICTY inledde serbiska styrkor en kampanj mot icke-serber i Foča genom etnisk rensning, mord, massvåldtäkter, tvångsförflyttning och förstörelse av bosnisk egendom.

## Angrepp på civilbefolkningen
När de bosnienserbiska styrkorna hade intagit en stad förstörde de ofta systematiskt de bosniska husen samtidigt som bosnienmuslimer tillfångatogs eller tvångsförflyttades varvid ofta många bosniaker dödades. Efter tillfångatagandet separerades män och kvinnor och sattes i improviserade fångläger, till exempel i lokala sporthallar och gymnasieskolor. Staden som hade haft en betydande muslimsk befolkning innan kriget förändrades i grunden. I princip alla spår av bosnisk kultur förstördes. Alla stadens åtta moskéer totalförstördes.

## Massvåldtäkter
Massvåldtäkter var under bosnienkriget systematiska och användes som "ett instrument av terror" av de bosnienserbiska styrkorna. Foča var ett av de först exemplen på detta. De kvinnliga bosniska fångalägren blev ofta refererade som "våldtäktslägren", där de kvinnliga fångarna, ibland så unga som 12 år, utsattes för systematiska våldtäkter. Detta skedde med de lokala serbiska myndigheternas sanktion och ibland även inblandning. Dragan Gagovic som var den serbiska polischefen i Foča deltog själv i våldtäkterna. Förhållandena i de läger och lokaler där kvinnorna hölls beskrevs ofta som ohygieniska och "inhumana".

## Följder
Hittills har åtta serbiska militärer och politiker fällts av ICTY eller bosniska domstolsväsendet för deras roll i samband med förbrytelserna begångna i Foča.
Omkring 2 704 civila dödades eller försvann i Fočaregionen från våren 1992 till januari 1994.